# راي سبيد
راي سبيد (بالإنجليزية: Ray Speed)‏ (4 يوليو 1914 بنيوزيلندا - 8 يوليو 1997) هو لاعب كرة قدم نيوزلندي في مركز الدفاع. شارك مع منتخب نيوزيلندا لكرة القدم. أما مع النوادي، فقد لعب مع Metro FC (New Zealand) ‏.